# On a volé une bombe
Pour plus de détails, voir Fiche technique et Distribution.
On a volé une bombe (S-a furat o bomba) est un film roumain réalisé par Ion Popescu-Gopo et sorti en 1962.

## Fiche technique
- Titre : On a volé une bombe
- Titre original : S-a furat o bomba
- Réalisation : Ion Popescu-Gopo
- Scénario : Ion Popescu-Gopo
- Photographie : Stefan Horvath
- Son : Valentin Bude et Anusavan Salamanian
- Montage : Erika Aurian
- Musique : Dumitru Capoianu
- Production : Filmstudio Bucuresti
- Pays :  Roumanie
- Durée : 78 minutes
- Date de sortie : Roumanie - 23 janvier 1962

## Distribution
- Iurie Darie
- Liliana Tomescu
- Haralambie Boros
- Eugenia Balaure
- Jean Danescu
- Puiu Calinescu
- Ovid Teodorescu
- Tudorel Popa
- Stefan-Niculescu Cadet
- Ion Popescu-Lac
- Draga Olteanu Matei
- Emil Botta
- Horia Caciulescu
- Nelly Sterian
- Florin Piersic

## Sélection
- Festival de Cannes 1962[1]